# Necrocarcinidae
Necrocarcinidae is een uitgestorven familie van krabben, behorende tot de superfamilie der Dorippoidea.

## Systematiek
In deze familie worden volgende genera onderscheiden: 
- Corazzatocarcinus †  Larghi, 2004
- Glyptodynomene †  Van Straelen, 1944
- Necrocarcinus †  Bell, 1863
- Paranecrocarcinus †  Van Straelen, 1936c
- Polycnemidium †  Reuss, 1859
- Pseudonecrocarcinus †  Förster, 1968
- Shazella †  Collins & Williams, 2004